# Јово Мијатовић
Јово Мијатовић (Загајеви, 1886 — 1986) је био српски травар, у народу познат као травар са Романије.

## Живот
У матичним књигама у Рогатици је уписано да је рођен 1886. у селу Загајеви. Пошто у то вријеме сва новорођенчад нису одмах уписивана у матичне књиге рођених, него некад и по неколико година касније, претпоставља се да је живио и дуже од 100 година. Био је земљорадник а бавио се народном медицином и траварством. Након Другог свјетског рата се широм Југославије прочуо као травар тако да су у његово родно село долазиле групе људи да затраже помоћ. На путу Подроманија-Рогатица је стајао дрвени путоказ на коме је писало „Јовина станица“, тако да би колоне посјетилаца знале како пјешице да дођу до његовог забаченог села на Романији.
Са супругом Миленом је имао шеснаесторо дјеце, 11 синова и пет кћери. Себи је 1975. подигао споменик од мермера у природној величини, гдје је и сахрањен. Његова супруга Милена је умрла 1983, а Јово је извршио самоубиство 1986.

## ФилмЈова Мијатовић
О Јови Мијатовићу је 1964. снимљен докуменатрни филм Јова Мијатовић у режији Пурише Ђорђевића. Филм се бави његовим животом.

## Дјела
- Травар - траве и мелеми, Eccom, Београд, (1973); Породица и домаћинство, Београд (1982)
- Лечење биљем, Studio Line, Београд (1998); Studio Line, Београд (2004)
- Природно лечење храном, Силигон, Београд, 94 стр.